# Thomas Pennant
Thomas Pennant, född 14 juni 1726 (enligt gamla stilen) i Whitford, Flintshire, död 16 december 1798 i Flintshire, var en brittisk (walesisk) zoolog. 
Pennant författade bland annat British Zoology (fyra band, 1763–1766; andra upplagan 1812), och History of Quadrupeds (två band, 1781; tredje upplagan 1796). Han 1783 invaldes som utländsk ledamot av Vetenskapsakademien i Stockholm.